# Thống đốc Florida
Thống đốc bang Florida là người đứng đầu bang Florida và là Tổng tư lệnh Lực lượng quân sự Florida. Thống đốc có quyền phê duyệt, công nhận hoặc phủ quyết một quyết định nào đó của Cơ quan lập pháp bang Florida, và có quyền bang ân xá, trừ trường hợp bị luận tội.